# Prawybory prezydenckie Partii Demokratycznej w 2012 roku
Prawybory prezydenckie Partii Demokratycznej w 2012 roku – seria prawyborów, która wyłoniła delegatów na konwencję Partii Demokratycznej, aby uczestniczyli w wyborze kandydata Partii Demokratycznej w wyborach prezydenckich w Stanach Zjednoczonych. Wybierani delegaci byli przypisani do konkretnego kandydata, którego popierali. W wyniku prawyborów najwięcej delegatów pozyskał urzędujący prezydent Barack Obama, który na konwencji we wrześniu 2012 został wybrany oficjalnym kandydatem Partii Demokratycznej w wyborach prezydenckich w 2012 roku.

## Wyniki prawyborów
| Barack Obama John Wolfe Keith Judd Bob Ely Randall Terry Jim Rogers Niezobowiązany delegat Remis Prawybory nie zostały przeprowadzone lub brak danych |

Zwycięzcy w poszczególnych hrabstwach (głosy powszechne)
Barack Obama
John Wolfe
Keith Judd
Bob Ely
Randall Terry
Jim Rogers
Niezobowiązany delegat
Remis
Prawybory nie zostały przeprowadzone lub brak danych

Wybrany kandydat musiał otrzymać głosy minimum 2777 spośród 5552 delegatów, aby uzyskać nominację. Delegaci byli wybierani w różnych stanach i terytoriach zgodnie z lokalnymi zasadami, często w wyborach powszechnych.
Jedynie w Arkansas i Zachodniej Wirginii wygrana urzędującego prezydenta Baracka Obamy była nieznaczna. Tylko w pięciu stanach jego kontrkandydaci uzyskali ponad 5% głosów:
- 6 marca – Oklahoma: Randall Terry (18%), Jim Rogers (14%), Darcy Richardson (6%)[3]
- 24 marca – Luizjana: John Wolfe (12%), Bob Ely (7%), Darcy Richardson (5%)[3]
- 8 maja – Zachodnia Wirginia: Keith Judd (41%)[4][3]
- 22 maja – Arkansas: John Wolfe (42%)[5][3]
- 29 maja – Teksas: John Wolfe (5%)[3]

| Kandydat                          | Głosy powszechne | Głosy powszechne | Pozyskani delegaci | Pozyskani delegaci | Głosy delegatów | Głosy delegatów |
| Kandydat                          | Liczba           | %                | Liczba             | %                  | Liczba          | %               |
| --------------------------------- | ---------------- | ---------------- | ------------------ | ------------------ | --------------- | --------------- |
| Barack Obama                      | 8 044 659        | 95,99            | 3514               | 99,07              | 5424,5          | 100             |
| John Wolfe                        | 116 639          | 1,39             | 23                 | 0,65               | –               | –               |
| Keith Judd                        | 73 138           | 0,87             | –                  | –                  | –               | –               |
| Darcy Richardson                  | 41 730           | 0,5              | –                  | –                  | –               | –               |
| Bob Ely                           | 29 947           | 0,36             | –                  | –                  | –               | –               |
| Randall Terry                     | 22 868           | 0,27             | 7                  | 0,2                | –               | –               |
| Jim Rogers                        | 15 535           | 0,19             | 3                  | 0,08               | –               | –               |
| Ed Cowan                          | 945              | 0,01             | –                  | –                  | –               | –               |
| Vermin Supreme                    | 833              | 0,01             | –                  | –                  | –               | –               |
| John D. Haywood                   | 423              | 0,01             | –                  | –                  | –               | –               |
| Craig „Tax Freeze” Freis          | 400              | 0                | –                  | –                  | –               | –               |
| Edward O’Connor                   | 266              | 0                | –                  | –                  | –               | –               |
| Edward O’Donnell                  | 222              | 0                | –                  | –                  | –               | –               |
| Bob Greene                        | 213              | 0                | –                  | –                  | –               | –               |
| Robert Jordan                     | 155              | 0                | –                  | –                  | –               | –               |
| Michael Meyer                     | 129              | 0                | –                  | –                  | –               | –               |
| Aldous Tyler                      | 106              | 0                | –                  | –                  | –               | –               |
| Luis Alberto Ramos Jr.            | 54               | 0                | –                  | –                  | –               | –               |
| Ron Paul (dopisany)               | 2289             | 0,03             | –                  | –                  | –               | –               |
| Mitt Romney (dopisany)            | 1814             | 0,02             | –                  | –                  | –               | –               |
| Jon Huntsman (dopisany)           | 1238             | 0,01             | –                  | –                  | –               | –               |
| Rick Santorum (dopisany)          | 302              | 0                | –                  | –                  | –               | –               |
| Newt Gingrich (dopisany)          | 276              | 0                | –                  | –                  | –               | –               |
| Luis Alberto Ramos Jr. (dopisany) | 29               | 0                | –                  | –                  | –               | –               |
| Fred Karger (dopisany)            | 26               | 0                | –                  | –                  | –               | –               |
| Rick Perry (dopisany)             | 17               | 0                | –                  | –                  | –               | –               |
| Stewart Greenleaf (dopisany)      | 4                | 0                | –                  | –                  | –               | –               |
| Gary Johnson (dopisany)           | 4                | 0                | –                  | –                  | –               | –               |
| Michael Meehan (dopisany)         | 4                | 0                | –                  | –                  | –               | –               |
| Michele Bachmann (dopisana)       | 2                | 0                | –                  | –                  | –               | –               |
| Herman Cain (dopisany)            | 1                | 0                | –                  | –                  | –               | –               |

## Konwencja demokratyczna
W dniach 4–6 września 2012 odbyła się demokratyczna konwencja w Charlotte w stanie Karolina Północna, podczas której nominowani na kandydatów zostali:
- na Prezydenta – Barack Obama (otrzymał blisko 98% głosów delegatów),
- na Wiceprezydenta – Joe Biden (został poparty przez aklamację).